# Colônia de Connecticut
```
   |-
       |
Erro:
:  
valor não especificado para "
nome_comum
"
```

A Colônia de Connecticut, ou Colónia do Connecticut originalmente conhecida como Colônia do Rio Connecticut ou simplesmente Colônia do Rio, foi uma colônia inglesa na região da Nova Inglaterra que se tornou o atual estado de Connecticut, nos Estados Unidos.

## História
Os primeiros colonos europeus na área de Connecticut foram os neerlandeses. Em 1614, Adriaen Block explorou as terras ao longo do rio Connecticut. O assentamento não ocorreu até 1633, quando um pequeno forte foi erguido no local de Hartford, então chamado New Hope. Os holandeses nunca fizeram um esforço sério para colonizar Connecticut, concentrando seus principais esforços de colonização na ilha de Manhattan.
A Colônia de Connecticut foi organizada em 3 de março de 1636 como um assentamento para uma congregação puritana, e os ingleses obtiveram o controle permanente da região em 1637, após lutas com os holandeses. A colônia foi posteriormente palco de uma guerra sangrenta entre os colonos e os índios Pequots, conhecida como Guerra Pequot, que gerou os primeiros escravos (indígenas) para a colônia.
A Colônia de Connecticut desempenhou um papel significativo no estabelecimento do autogoverno no Novo Mundo, com sua recusa em entregar a autoridade local ao "Domínio da Nova Inglaterra", um evento conhecido como incidente no Charter Oak que ocorreu na estalagem e taberna de Jeremy Adams. Dois outros assentamentos ingleses no Estado de Connecticut foram fundidos na Colônia de Connecticut: Colônia de Saybrook em 1644 e Colônia de New Haven em 1662.
O governador John Haynes, da Colônia da Baía de Massachusetts, levou 100 pessoas a Hartford em 1636. Ele e o ministro puritano Thomas Hooker são frequentemente considerados os fundadores da colônia de Connecticut. Hooker proferiu um sermão em sua congregação em 31 de maio de 1638 sobre os princípios de governo, e apesar dos puritanos não professarem ideais democráticos, trechos desse sermão influenciaram aqueles que escreveram as Ordens Fundamentais de Connecticut no final daquele ano, que adotada em 14 de janeiro de 1639.
As Ordens Fundamentais foram esboçadas por Roger Ludlow, de Windsor, o único advogado treinado que vivia em Connecticut na década de 1630; elas foram transcritos para o registro oficial pelo secretário Thomas Welles. O reverendo John Davenport e o comerciante Theophilus Eaton lideraram os fundadores da Colônia de New Haven, que foi absorvida pela Colônia de Connecticut na década de 1660.
Nos primeiros anos da colônia, o governador não podia cumprir mandatos consecutivos; portanto, o governo alternou por 20 anos entre John Haynes e Edward Hopkins, ambos de Hartford. George Wyllys, Thomas Welles e John Webster, também homens de Hartford, sentaram-se na cadeira do governador por breves períodos nas décadas de 1640 e 1650.[carece de fontes?]
John Winthrop, o Jovem de New London, era filho do fundador da Colônia da Baía de Massachusetts e desempenhou um papel importante na consolidação de assentamentos separados em uma única colônia no rio Connecticut. Ele também serviu como governador de Connecticut de 1659 a 1676 e foi fundamental na obtenção da carta da colônia de 1662, que incorporou New Haven em Connecticut. Seu filho Fitz-John Winthrop também governou a colônia por 10 anos a partir de 1698.[carece de fontes?]
O major John Mason era o líder militar da colônia primitiva. Ele era o comandante da Guerra Pequot, um magistrado e o fundador de Windsor, Saybrook e Norwich. Ele também foi vice-governador de Winthrop. Roger Ludlow era advogado formado em Oxford e ex-vice-governador da Colônia da Baía de Massachusetts. Ele pediu ao Tribunal Geral o direito de estabelecer assentamentos na área e liderou a Comissão de março na resolução de disputas sobre direitos à terra. Ele é creditado como redator das Ordens Fundamentais de Connecticut (1650) em colaboração com Hooker, Winthrop e outros. Ele também foi o primeiro vice-governador de Connecticut.
William Leete, de Guilford, serviu como governador da Colônia de New Haven antes de sua fusão com Connecticut, e também serviu como governador de Connecticut após a morte de Winthrop em 1675. Ele foi o único homem a servir como governador de New Haven e Connecticut. Robert Treat, de Milford, serviu como governador da colônia, antes e depois de sua inclusão no Domínio da Nova Inglaterra, sob o comando de Edmund Andros. Seu pai, Richard Treat, foi um dos patenteadores originais da colônia.
Roger Wolcott era um tecelão, estadista e político de Windsor e atuou como governador de 1751 a 1754. Oliver Wolcott foi signatário da Declaração de Independência e também dos Artigos da Confederação, como representante de Connecticut e do décimo nono governador. Ele foi um general geral da milícia de Connecticut na Guerra Revolucionária, servindo sob George Washington.

### Estudos especializados
- Buell, Richard, Jr. Dear Liberty: Connecticut's Mobilization for the Revolutionary War (1980), major scholarly study
- Bushman, Richard L. (1970). From Puritan to Yankee: Character and the Social Order in Connecticut, 1690–1765. [S.l.]: Harvard University Press. ISBN 9780674029125
- Collier, Christopher. Roger Sherman's Connecticut: Yankee Politics and the American Revolution (1971)
- Daniels, Bruce Colin. The Connecticut town: Growth and development, 1635–1790 (Wesleyan University Press, 1979)
- Daniels, Bruce C. "Democracy and Oligarchy in Connecticut Towns-General Assembly Officeholding, 1701-1790" Social Science Quarterly (1975) 56#3 pp: 460-475.
- Fennelly, Catherine. Connecticut women in the Revolutionary era (Connecticut bicentennial series) (1975) 60pp
- Grant, Charles S. Democracy in the Connecticut Frontier Town of Kent (1970)
- Hooker, Roland Mather. The Colonial Trade of Connecticut (1936) online; 44pp
- Lambert, Edward Rodolphus (1838). History of the Colony of New Haven: Before and After the Union with Connecticut. Containing a Particular Description of the Towns which Composed that Government, Viz., New Haven, Milford, Guilford, Branford, Stamford, & Southold, L. I., with a Notice of the Towns which Have Been Set Off from "the Original Six.". [S.l.]: Hitchcock & Stafford
- Main, Jackson Turner. Connecticut Society in the Era of the American Revolution (pamphlet in the Connecticut bicentennial series) (1977)
- Pierson, George Wilson. History of Yale College (vol 1, 1952) scholarly history
- Selesky Harold E. War and Society in Colonial Connecticut (1990) 278 pp.
- Taylor, John M. The Witchcraft Delusion in Colonial Connecticut, 1647–1697 (1969) online
- Trumbull, James Hammond (1886). The memorial history of Hartford County, Connecticut, 1633–1884. [S.l.]: E. L. Osgood, 700pp

### Historiografia
- Daniels, Bruce C. "Antiquarians and Professionals: The Historians of Colonial Connecticut," Connecticut History (1982), 23#1, pp 81–97.
- Meyer, Freeman W. "The Evolution of the Interpretation of Economic Life in Colonial Connecticut," Connecticut History (1985) 26#1 pp 33–43.